# Filicudi

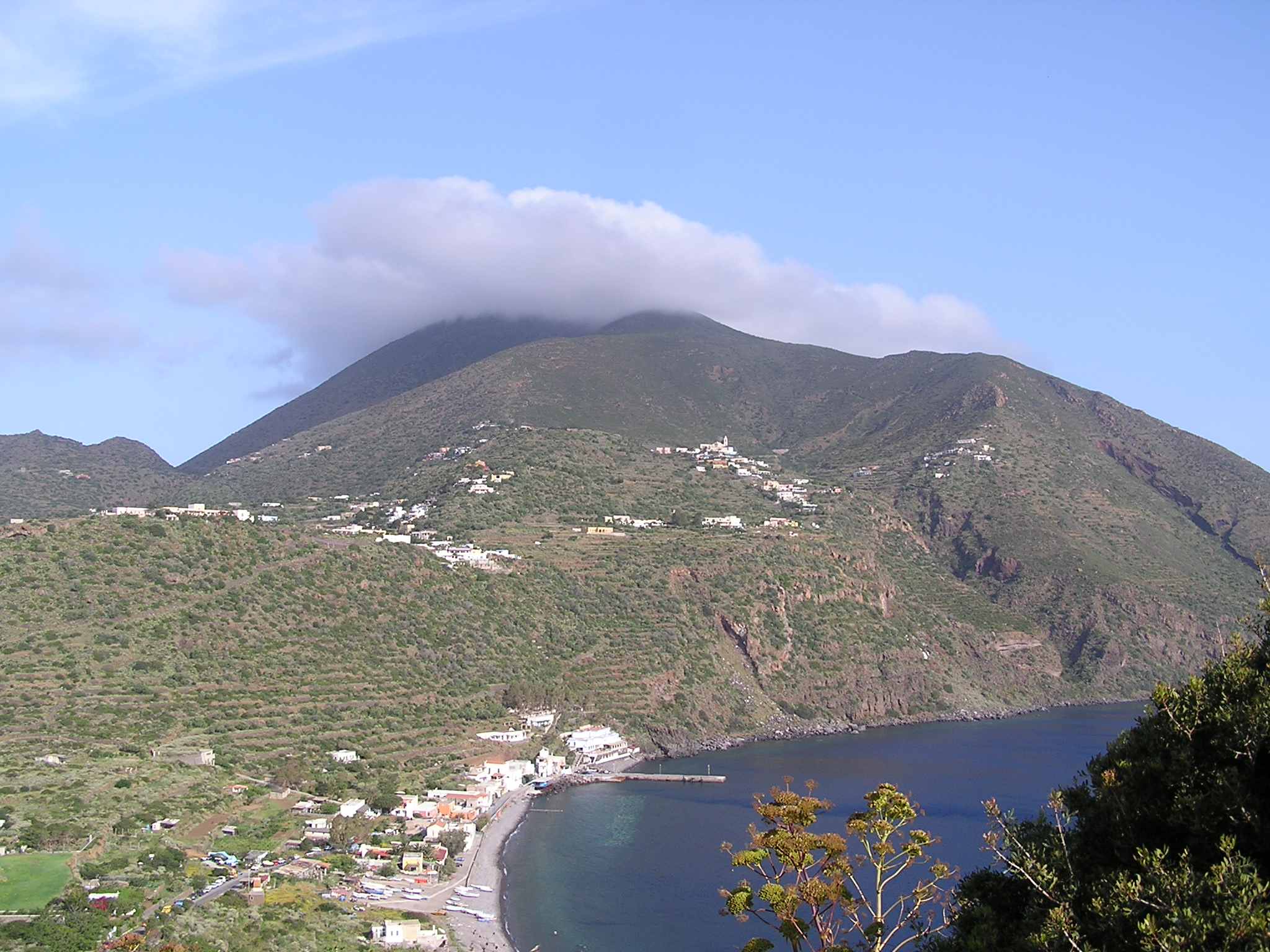
Monte Fossa delle Felci auf Filicudi

Filicudi gehört mit seinen Nachbarinseln Lipari, Stromboli, Vulcano, Salina, Panarea und Alicudi zum Archipel der Liparischen Inseln, die im Tyrrhenischen Meer vor der Nordküste Siziliens liegen.
Es zählt administrativ zur Gemeinde Lipari in der Metropolitanstadt Messina.

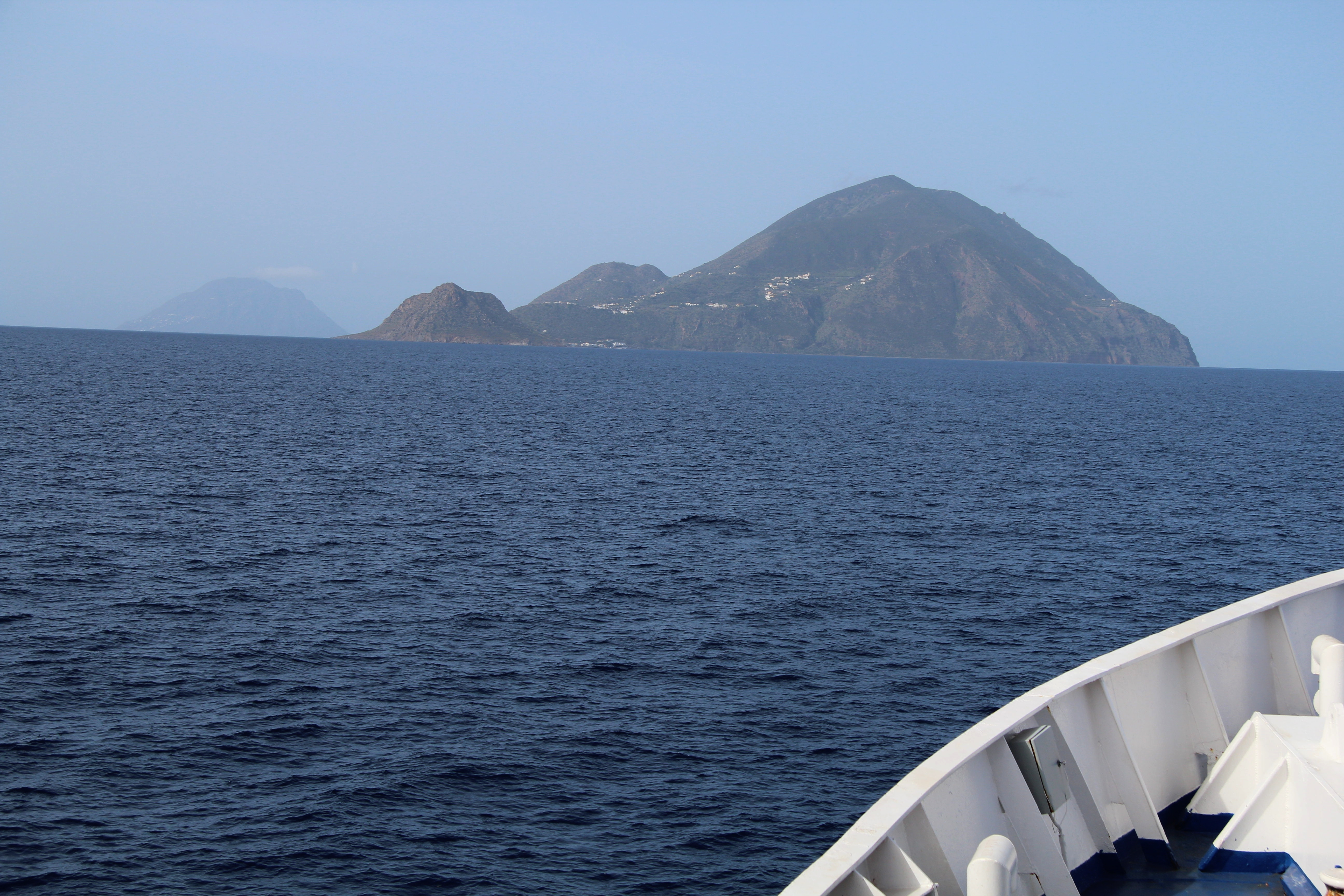
Blick auf Filicudi von der Fähre aus Richtung Salina kommend. Ganz links die entfernte Insel Alicudi; links der namenlose Berg am Capo Graziano (ein Lavadom), mittig der Monte Montagnola (ebenfalls Lavadom), rechts der Monte Fossa delle Felci, ein zusammengesetzter Stratovulkan

## Geografie
Die Insel ist 9,5 km² groß und besteht aus drei inaktiven Vulkankegeln, dem Monte Fossa delle Felci, mit 774 m höchste Erhebung der Insel, dem Montagnola (383 m) und dem Torrione (280 m). Im Südosten schließen sich eine kleine Hochebene und die Halbinsel Capo Graziano an. Filicudi ist reich an Grotten wie z. B. der Grotta del Bue Marino an der Südwestküste. Drei Viertel der Landschaft stehen unter Naturschutz, jedoch ohne dass dieser überwacht würde.
Der antike Name der Insel lautete Phenicusa, da sie früher dicht mit Farn bewachsen war. Filicudi ist mit 1 Million Jahre altem Lavagestein die älteste und zudem die zuerst besiedelte Insel der Äolischen Inselgruppe.
Die etwa 250 Bewohner und einige Künstler, die sich hier niedergelassen haben, wie der inzwischen verstorbene Designer Ettore Sottsass, leben vorwiegend am Südhang von Filicudi, im Fischerhafen Pecorini oder in Valdichiesa, das auf einer Höhe von 280 m liegt.

## Tourismus
- Touristisch ist Filicudi für Yoga, Schnorcheln, Tauchen, Wandern und im Herbst zum Windsurfen geeignet. Daneben sind botanische Wanderungen und Vogelbeobachtungen möglich.

- Vor der Nordwestküste Filicudis liegen die Felsklippen Fortuna, Notaro, Mitra, Montenassari und die Felsnadel La Canna. Diese ragt 71 m aus dem Meer und zieht Extremkletterer aus aller Welt an.

- Das alte Wegenetz ist gut erhalten. Fast jeder Winkel auf der östlichen Inselhälfte lässt sich zu Fuß erreichen. Kapellen markieren die wichtigsten Kreuzungen.

- Engagierte Inselbewohner haben vor einigen Jahren die kulturhistorische und touristische Bedeutung der steingepflasterten Maultierpfade erkannt und setzen sich für die Pflege der Inselwege ein.

- Kulturell sehenswert sind die Barockkirche San Stefano in Valdichiesa aus dem 17. Jahrhundert und die Überreste eines prähistorischen Dorfes auf dem Capo Graziano.

- Erhalten sind fünfzehn Fundamente der aus der Bronzezeit stammenden ovalen Rundbauten.

- Im Naturschutzgebiet von Capo Graziano und Montagnola findet man griechische Inschriften und Relikte aus dem Neolithikum.